# Iota Persei
Iota Persei è una stella della sequenza principale, di classe spettrale G0-V, non molto più grande e luminosa del Sole, situata a circa 34 anni luce dal Sistema solare, nella costellazione di Perseo. La stella possiede una massa di 1,16 M⊙, 1,08 volte il diametro del Sole ed una luminosità di 2,2 L⊙.
Per la sua somiglianza e vicinanza al Sole, è una delle stelle attorno a cui gli astronomi sperano di trovare pianeti simili alla Terra ed è stata inserita nel programma del Terrestrial Planet Finder; tuttavia fino ad oggi non sono ancora stati scoperti pianeti.